# Кодисцкаро (Каспский муниципалитет)
Кодисцкаро (груз. კოდისწყარო) — село в Грузии, на территории Каспского муниципалитета края (мхаре) Шида-Картли.

## География
Село находится в центральной части Грузии, к западу от реки Лехуры, на расстоянии приблизительно 11 километров (по прямой) к северо-западу от города Каспи, административного центра муниципалитета. Абсолютная высота — 768 метров над уровнем моря.

## Население
По результатам официальной переписи населения 2014 года, в Кодисцкаро проживало 216 человек (112 мужчин и 104 женщины). В национальной структуре населения грузины составляли 90,7 %, осетины — 9,3 %.
| Год  | Население, человек |
| ---- | ------------------ |
| 2002 | 312                |
| 2014 | ↘ 216              |